# 仙丹花
，又稱為山丹花，其他還有紅繡球、買子木、賣子木、三段花等別名，英文名稱為Chinese ixora。常綠灌木，原產於中國南方與馬來西亞一帶，一般常見的多數為橙紅色的花。為“沖繩三大名花”之一，是沖繩縣宇流麻市的市花。

## 形态
仙丹花全株側枝向上挺直生長且平滑，葉子表面光滑革質對生，全緣而呈倒卵形狀或是橢圓形。一般長度約9公分－12公分左右，寬約4公分－5公分。表面是深綠色，背面的顏色較淺。而洋仙丹花的葉片形狀則呈托葉三角形或長橢圓形，表面的葉脈比較明顯。葉子的出梢期第一次大約在每年的3月－6月之間，第二次約在8月到10月上旬左右。

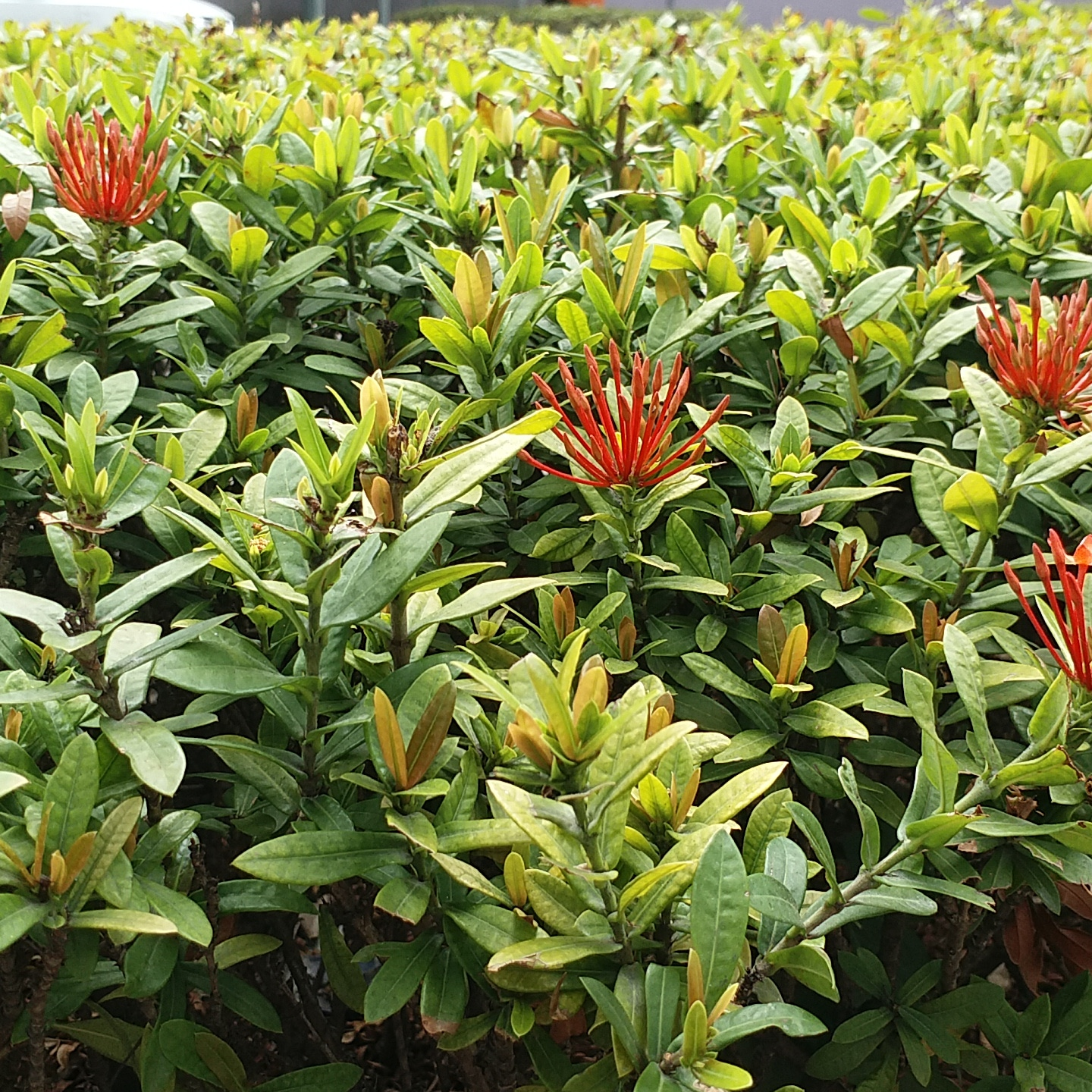
香港將軍澳文曲里公園外的仙丹花花蕾。

花屬於頂生的繖房花序，每簇花叢大約有20－30朵小花由其冠筒上長出後分裂4－5片橢圓形花瓣，冠筒長約2.5公分，花冠大多為紅磚色。20－30朵聚生的小花整體呈現一個大圓球狀，花團錦簇，形似繡球所以別稱為「紅繡球」。也因為原產於中國華南的山丹山而聞名，所以又名「山丹花」。至於洋仙丹花雖然也是一樣有20－30朵小花聚集生長，但是其外型大多為半圓型狀，且花瓣比較尖長。在日本的沖繩因為此花的花期一年有三次，加上花梗為三段是重疊的狀態，所以也有「三段花」的別稱。
仙丹花的花期很長，一般來說在每年的4月下旬到翌年的1月下旬左右均可以看見開花，其中盛花期大約是在5月中旬到11月下旬。也有球形的漿果會長成，但是一般平常的時候大多是不結果實，所以很少能看到結果的仙丹花。

## 用途與栽培
仙丹花因為花期很長，而且花序的排列相當美觀，顏色也較豔麗，所以最常被用來當作盆栽來美化庭園。如果經過有效的施肥來管理栽植，很容易就能種出繁花似錦的美麗花叢。也因為屬於頂生的花序，按常理來說只要有新枝出現，都有可能長出花序。所以只要稍微做點修剪的整理，就能讓整株有喜氣洋洋的感覺。主要的繁殖方式為扦插法，夏季以及秋季的盛花期因為生長比較迅速與茂盛，是最適當繁殖的的時機。
仙丹花性喜高溫多濕且陽光充足的環境，種植時最好在戶外能照射到陽光之處，栽植於盆栽內的泥土表面明顯乾燥之後即可澆水。秋末天氣開始轉涼的時候，可以移到室內栽種，最好放至於窗邊，並且氣溫最少要保持在攝氏7℃以上。

## 圖片集

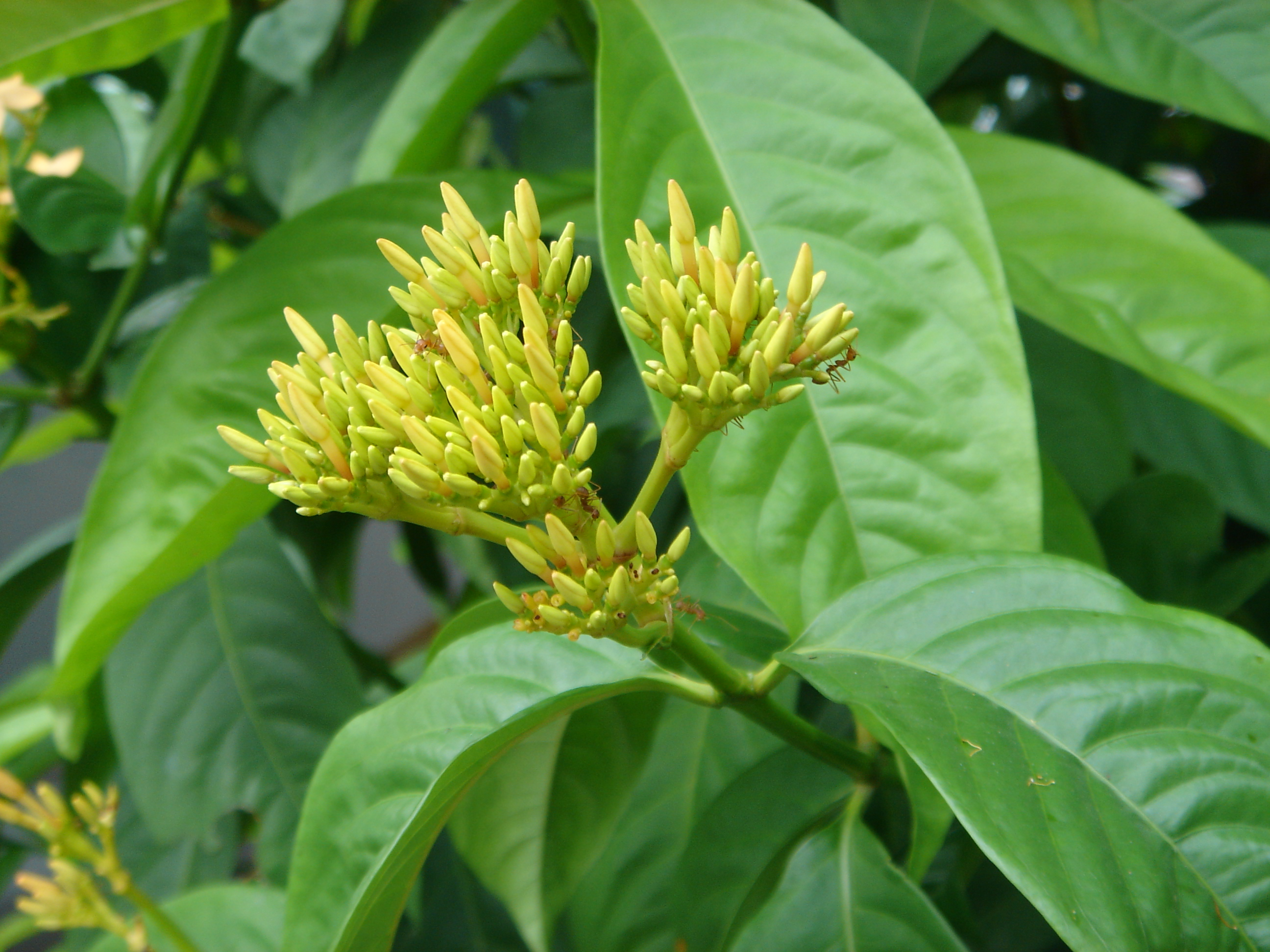
橙色仙丹花蕾
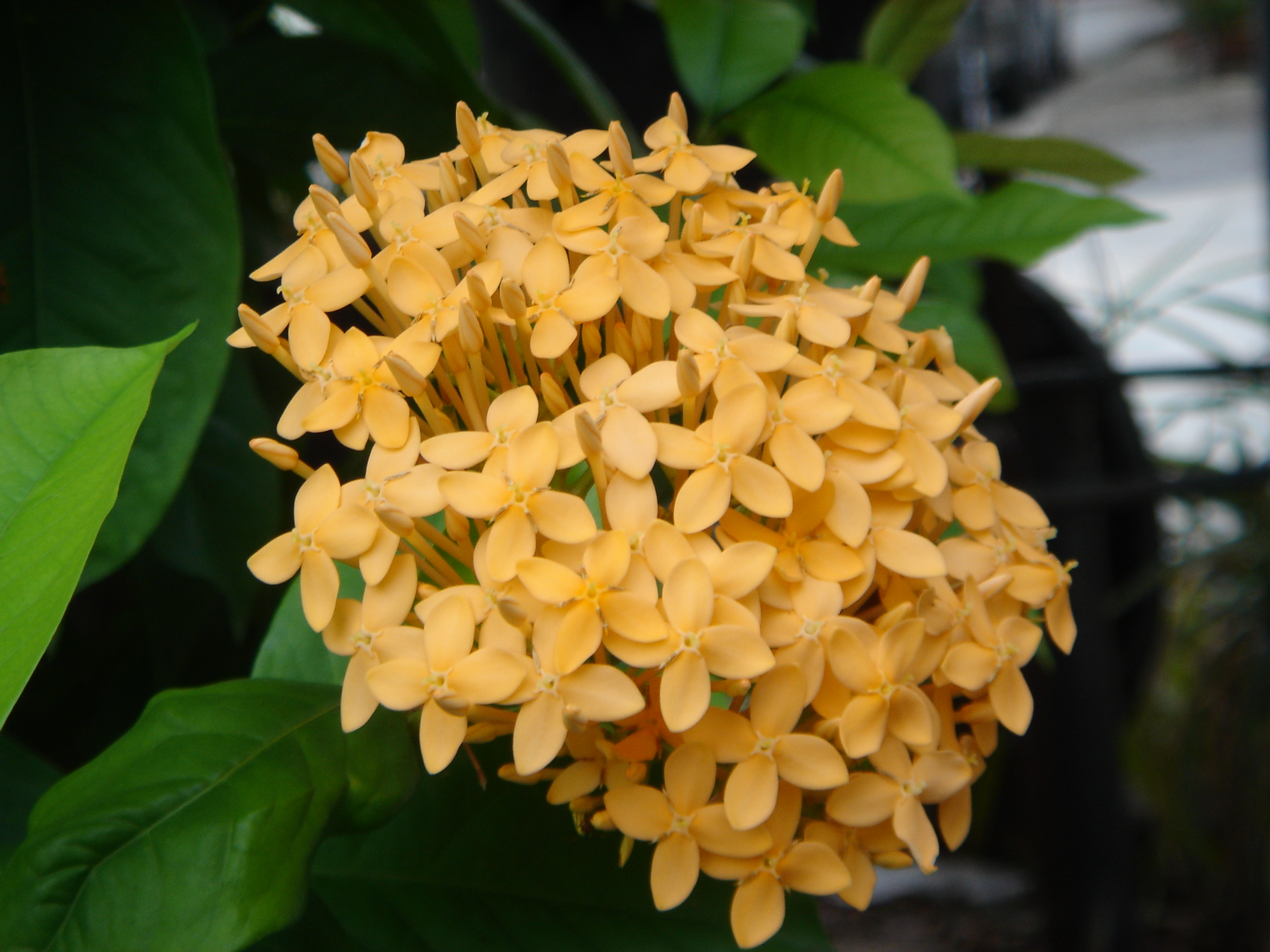
橙色仙丹花